# Peter Forsberg
Peter Mattias Forsberg, skraćeno Peter Forsbergⓘ (Örnsköldsvik, 20. srpnja 1973.) švedski je profesionalni hokejaš na ledu. Lijevoruki je napadač i igra na poziciji centra. Trenutačno nastupa u švedskoj Elitserien za MoDo Hockey.  Član je Triple Gold kluba, gdje spadaju igrači koji su osvojili Stanleyjev kup, svjetsko zlato i olimpijsko zlato. Forsberg je u sezonama 1995./96. i 2000./01. uzeo naslov u NHL-u, a svjetsko i olimpijsko zlato osvojio je sa švedskom reprezentacijom 2006. godine. 

## National Hockey League

### Quebec Nordiques/Colorado Avalanche
Forsberg je draftiran od strane Philadelphije kao 6. ukupno na draftu 1991. godine. Ipak, za Flyerse nije zaigrao nego je u velikom paketu (pet igrača, dva izbora drafta) poslan u Quebec Nordiques za Erica Lindrosa. Forsberg je ostao u Švedskoj i nastupao za MoDo Hockey, u kojem je proveo četiri sezone prije odlaska u NHL. Već se u prvoj sezoni od dolaska u NHL pokazao kao nova velika zvijezda lige. Uzeo je Calder Memorial Trophy za najboljeg novaka lige, a godinu kasnije s Coloradom osvojio pobjedom u finalu nad Floridom svoj prvi Stanleyjev kup. Problemi s ozljedama počeli su 1999. kada je mu je teško nastradalo rame i zbog toga je u sezoni 1909./00. odigrao samo 49 utakmica. Uspješno se oporavio i vratio u veliku formu. Tome svjedoči odličan ulazak u sezonu 2000./01. kada je Colorado predvođen Forsbergom nastavio svoj niz bez poraza, a prvi poraz doživjeli su tek početkom studenog 2000. U tom trenutku bio je drugi strijelac lige s 9 golova, a Colorado najbolja momčad lige. Colorado je na All-Star utakmici u Denveru 2001. imao uz Forsberga još tri predstavnika (Patrick Roy, Joe Sakic, Ray Buorque), što je prvi puta nakon Penguinsa u sezoni 1992./93. Iako je igrao u drugoj liniji Colorada (Forsberg, Deadmarsh i Drury), Forsberg je nastavio sa sjajnim igrama. Ponajbolju utakmicu sezone za Avalanche je Forsberg odigrao protiv Pittsburgha krajem veljače 2001., zabilježivši dva gola i isto toliko asistencija. U doigravanju 2001. Forsberg je bio vodeći strijelac cijele lige s 14 bodova, ali nakon što je kašljao krv poslije utakmice s LA Kingsima u prvom krugu, te mu kasnije u bolnici u Denveru uklonjena slezena, Forsberg je propustio ostatak doigravanja. Iako je to Coloradu bio veliki udarac svojim nadama u Stanleyjev kup, Avsi su uspjeli pobjedom u finalu protiv New Jersey Devilsa osvojiti svoj drugi Stanleyjev kup u šest godina. Forsbergu je utvrđena teška ozljeda bubrega te se na neodređeno vrijeme povukao jer je bio upitan i nastavak njegove karijere. Forsberg se vratio na ledu u prvom krugu doigravanja 2002., upravop protiv LA-a. Nakon što je u prvoj utakmici serije, nakon godinu dana neigranja zabilježio dvije asistencije, Forsberg je bio još bolji u drugom dvoboju, uknjiživši jedan gol i još dva asista. U doigravanju je postigao devet golova s čime je, uz klupskog suigrača Joea Sakica, bio prvi strijelac, a uz 18 asistencija imao 27 bodova u doigravanju. Ujedno je i skinuo vlastiti rekord u bodovima (24) kojeg je postavio 1999. godine. Međutim, sve to nije bilo dovoljno za prolazak Colorada u novo, drugo zaredom finale Stanleyjeva kupa.
Nakon slabijeg starta u sezonu, Colorado je polako pronalazio pravu igru, a isti učinak odnosio se na Forsberga. Forsberg je krajem godine 2002. u odsustvu ozljeđenog Sakica preuzeo konce igre, i u visokoj 6:1 nad gostujućim Kingsima postigao tri gola, svoj peti hat-trick u karijeri i prvi nakon listopada 1999. Početkom nove 2003. godine Colorado je u Nashvilleu 7:3 pobijedio Predatorse, a Forsberg je postigao jedan gol i dodao čak pet asistencija, pa je sa šest bodova postao najefikasniji igrač u nekoj utakmici Nashvillea (15. veljače 1999. Wayne Gretzky zabilježio je pet bodova protiv Predsa). Iako se Šakić nekoliko dana kasnije vratio nakon ozljede, Forsberg je nastavio s briljantnim igrama. 10. veljače 2003. protiv Calgaryja Forsberg koji je po šesti puta u karijeri postigao hat-trick, a do kraja mjeseca nezaustavljiva je bila prva linija Colorada, Forsberg-Hejduk-Tanguay, koja je u 17 utakmica zabilježila 29 golova i 49 asista. Na koncu sezone Forsberg je uknjižio 106 bodova, od toga 77 asistencija i bio najbolji u ligi. U rubrici +/- (koliko golova momčad postigne, a koliko primi s tim igračem na ledu) Forsberg je zajedno sa suigračem Hejdukom s +52, bio na prvom mjestu. Imao je nominaciju za nagradu Lester B. Pearson, u čijem je poretku završio kao drugi iza svoga sunarodnjaka Markusa Naslunda, dok je nagradu Hart Memorial Trophy, Forsberg osvojio upravo ispred Naslunda. Forsberg je time postao prvi Šveđanin osvajač Hart Tropyha. U postsezoni Colorado je vodio s 3:1 u seriji s Minnesotom, imao je i dvije domaće utakmice za pobjedu, no Avsi su uspjeli "prosuti" vodstvo i neočekivano kao veliki favorit ispali iz konkurencije.
Nakon razočaravajuće sezone u Colorado su stigla velika pojačanja - Paul Kariya i Teemu Selanne, ali napustio ih je legendarni Patrick Roy. Početak sezone za Avse je bio sjajan, a Forsberg je nastavio s prošlogodišnjim igrama. 24. listopada 2003. Forsberg je ubilježio hat trick, 7. u karijeri, protiv Edmonton Oilersa. Međutim, Avse su u nastavku sezone pogodile ozljede, prvo Kariya, a kasnije Forsberg koji je zbog njih propustio 19 utakmica. Colorado je u doigravanje 2004. ušao kao jedan od favorita za Stanleyjev kup, ali su još jednom "pali", ovaj put od San Josea u drugom krugu. S obzirom na to da je u NHL-u za 2004./05. proglašen lock-out, sezonu je Forsberg završio kao slobodan igrač i odlučio se na povratak na europski led. Forsberg je tako potpisao jednogodišnji ugovor sa švedskom momčadi MoDo Hockey.

### Philadelphia Flyers
NHL se poslije jednogodišnje pauze vratio u rutinu i Forsberg je bio jedan od najtraženijih igrača na tržištu. Njegov dotadašnji klub Colorado ponudio mu je 14 milijuna dolara za četiri sezone što je on odbio, ali zato je dogovorio potpisivanje dvogodišnjeg ugovora s Flyersima vrijednog 11,5 milijuna dolara. Isto tako odbio je nekoliko boljih ponuda no što je to bila Flyersa. Odličan dvojac Forsberg-Gagne gurao je Flyerse kroz solidnu sezonu (2005./06.) do doigravanja, no ondje je u prvom krugu bio uspješniji Buffalo. Sljedeća sezona bila je loša za njega i Philadelphiju. Flyersi su igrali očajno i bili momčad s najgorim učinkom u ligi, dok je Forsberg zaradio ozljedu i propustio nekoliko utakmica.

### Nashville Predators
U veljači 2007. nakon loših rezultata kluba Forsberg je u Nashville Predatorse stigao kao dio paketa za dva igrača i dva izbora (prvi i treći) na sljedećem draftu. Time su Predsi postali jedan od glavnih kandidata za Stanleyjev kup. Prvi pogodak Forsberga za Nashville postigao je u pobjedi protiv divizijskih suparnika Red Wingsa. Sezonu 2006./07. okončao u Nashvilleu, s ukupnih 13 golova i 42 asistencije u 57 odigranih susreta. 

### Colorado Avalanche
Iako je povratkom u domovinu trebao nastupati za MoDo Hockey, za MoDo nije zabilježio niti jedan nastup, čemu je uzrok akutna bol u gležnju i zbog toga je propustio prvi dio sezone. Međutim, nakon oporavka Forsberg je u siječnju 2008. trenirao kod kuće u Švedskoj i ozbiljno se pripremao za povratak, ali povratak u NHL. Forsberg se vratio u NHL krajem veljače 2008. i potpisao ugovor sa svojim starim klubom, Colorado Avalanche. 5. ožujka 2008. Forsberg je odigrao prvu utakmicu sezone i odigrao vrlo dobro, iako se nije upisao među strijelce. Prve bodove (2 asistencije) u sezoni je upisao četiri dana kasnije nad Dallasom. Usprkos tome što se vratio visokom nivou igre, Colorado u doigravanju nije stigao dalje od drugog kruga i poraza od Detroita. 
Kako s Coloradom na kraju nije produžio ugovor i uvelike ga spriječili problemi s ozljedama koje su ga zaskočile na preko 60 utakmica u proteklih pet-šest sezona, Forsberg se odlučio završiti svoju NHL karijeru i natrag vratiti u MoDo Hockey. 

## Nagrade

### NHL
| Nagrada                  | Godina                                     |
| ------------------------ | ------------------------------------------ |
| Stanleyjev kup pobjednik | 1995./96., 2000./01.                       |
| Calder Memorial Trophy   | 1994./95.                                  |
| Hart Memorial Trophy     | 2002./03.                                  |
| Art Ross Trophy          | 2002./03.                                  |
| NHL Plus/Minus Award     | 2002./03.                                  |
| Prva NHL All-Star momčad | 1997./98., 1998./99., 2002./03.            |
| NHL All-Star utakmica    | 1995./96., 1997./98., 1998./99., 2002./03. |

## Statistika karijere

### Klupska statistika
| 1989./90.       | Modo Hockey Jr.     | SWE Jr.         | 30                      | 15                      | 12                      | 27                      | 42                      | —   | —  | —   | —   | —   |
| 1989./90.       | Modo Hockey         | SEL             | 1                       | 0                       | 1                       | 1                       | 4                       | —   | —  | —   | —   | —   |
| 1990./91.       | Modo Hockey Jr.     | SWE Jr.         | 39                      | 38                      | 64                      | 102                     | 56                      | —   | —  | —   | —   | —   |
| 1990./91.       | Modo Hockey         | SEL             | 23                      | 7                       | 10                      | 17                      | 22                      | —   | —  | —   | —   | —   |
| 1991./92.       | Modo Hockey         | SEL             | 39                      | 9                       | 18                      | 28                      | 78                      | —   | —  | —   | —   | —   |
| 1992./93.       | Modo Hockey Jr.     | SWE Jr.         | 2                       | 0                       | 3                       | 3                       | 4                       | —   | —  | —   | —   | —   |
| 1992./93.       | Modo Hockey         | SEL             | 39                      | 23                      | 24                      | 47                      | 92                      | 3   | 4  | 1   | 5   | 0   |
| 1993./94.       | Modo Hockey         | SEL             | 39                      | 18                      | 26                      | 44                      | 82                      | 11  | 9  | 7   | 16  | 14  |
| 1994./95.       | Modo Hockey         | SEL             | 11                      | 5                       | 9                       | 14                      | 20                      | —   | —  | —   | —   | —   |
| 1994./95.       | Quebec Nordiques    | NHL             | 47                      | 15                      | 35                      | 50                      | 16                      | 6   | 2  | 4   | 6   | 4   |
| 1995./96.       | Colorado Avalanche  | NHL             | 82                      | 30                      | 86                      | 116                     | 47                      | 22  | 10 | 11  | 21  | 18  |
| 1996./97.       | Colorado Avalanche  | NHL             | 65                      | 28                      | 58                      | 86                      | 73                      | 14  | 5  | 12  | 17  | 10  |
| 1997./98.       | Colorado Avalanche  | NHL             | 72                      | 25                      | 66                      | 91                      | 94                      | 7   | 6  | 5   | 11  | 12  |
| 1998./99.       | Colorado Avalanche  | NHL             | 78                      | 30                      | 67                      | 97                      | 108                     | 19  | 8  | 16  | 24  | 31  |
| 1999./00.       | Colorado Avalanche  | NHL             | 49                      | 14                      | 37                      | 51                      | 52                      | 16  | 7  | 8   | 15  | 12  |
| 2000./01.       | Colorado Avalanche  | NHL             | 73                      | 27                      | 62                      | 89                      | 54                      | 11  | 4  | 10  | 14  | 6   |
| 2001./02.       | Colorado Avalanche  | NHL             | Nije igrao zbog ozljede | Nije igrao zbog ozljede | Nije igrao zbog ozljede | Nije igrao zbog ozljede | Nije igrao zbog ozljede | 20  | 9  | 18  | 27  | 20  |
| 2002./03.       | Colorado Avalanche  | NHL             | 75                      | 29                      | 77                      | 106                     | 70                      | 7   | 2  | 6   | 8   | 6   |
| 2003./04.       | Colorado Avalanche  | NHL             | 39                      | 18                      | 37                      | 55                      | 30                      | 11  | 4  | 7   | 11  | 12  |
| 2004./05.       | Modo Hockey         | SEL             | 33                      | 13                      | 26                      | 39                      | 88                      | 1   | 0  | 0   | 0   | 2   |
| 2005./06.       | Philadelphia Flyers | NHL             | 60                      | 19                      | 56                      | 75                      | 46                      | 6   | 4  | 4   | 8   | 6   |
| 2006./07.       | Philadelphia Flyers | NHL             | 40                      | 11                      | 29                      | 40                      | 72                      | —   | —  | —   | —   | —   |
| 2006./07.       | Nashville Predators | NHL             | 17                      | 2                       | 13                      | 15                      | 16                      | 5   | 2  | 2   | 4   | 12  |
| 2007./08.       | Colorado Avalanche  | NHL             | 9                       | 1                       | 13                      | 14                      | 8                       | 7   | 1  | 4   | 5   | 14  |
| 2008./09.       | Modo Hockey         | SEL             | 3                       | 1                       | 2                       | 3                       | 0                       | —   | —  | —   | —   | —   |
| Sveukupno - NHL | Sveukupno - NHL     | Sveukupno - NHL | 706                     | 249                     | 636                     | 855                     | 686                     | 151 | 64 | 107 | 171 | 163 |

### Reprezentacija
| Godina              | Reprezentacija      | Natjecanje          |    | OU | G  | A  | Bod | KM |
| ------------------- | ------------------- | ------------------- | -- | -- | -- | -- | --- | -- |
| 1991.               | Švedska (juniori)   | EJP                 | 6  | 5  | 12 | 17 | 16  |    |
| 1992.               | Švedska (juniori)   | SJP                 | 7  | 3  | 8  | 11 | 30  |    |
| 1992.               | Švedska             | SP                  | 8  | 4  | 2  | 6  | 6   |    |
| 1993.               | Švedska (juniori)   | SJP                 | 7  | 7  | 24 | 31 | 8   |    |
| 1993.               | Švedska             | SP                  | 8  | 1  | 1  | 2  | 12  |    |
| 1994.               | Švedska             | ZOI                 | 8  | 2  | 6  | 8  | 6   |    |
| 1996.               | Švedska             | SK                  | 4  | 1  | 4  | 5  | 6   |    |
| 1998.               | Švedska             | ZOI                 | 4  | 1  | 4  | 5  | 6   |    |
| 1998.               | Švedska             | SP                  | 7  | 6  | 5  | 11 | 0   |    |
| 2003.               | Švedska             | SP                  | 8  | 4  | 5  | 9  | 6   |    |
| 2004.               | Švedska             | SP                  | 2  | 0  | 1  | 1  | 2   |    |
| 2004.               | Švedska             | SK                  | 4  | 1  | 2  | 3  | 0   |    |
| 2006.               | Švedska             | ZOI                 | 6  | 0  | 6  | 6  | 0   |    |
| Sveukupno - Seniori | Sveukupno - Seniori | Sveukupno - Seniori | 59 | 20 | 36 | 56 | 44  |    |

## Vanjske poveznice
- Profil na NHL.com
- Profil na Legends of Hockey
- Profil na The Internet Hockey Database